# Adrien-Thomas Perdou de Subligny
Adrien-Thomas Perdou de Subligny (1636-1696) est un avocat, écrivain et dramaturge français.
Avocat au Parlement de Paris, il composa plusieurs comédies, dont La Folle Querelle ou la Critique d'Andromaque (1668) et Le Désespoir extravagant (1670), pièce que Racine attribua à Molière, à la suite de quoi ils se brouillèrent.
Il est également l'auteur de :
- La Muse dauphine (1667-1668),
- La Fausse Clélie ou Histoire françoise galante et comique, (sic au singulier) satire des romans de Mademoiselle de Scudéry (1671) dont la composition préfigure certains des  procédés romanesque auxquels recourt Robert Challe dans ses Illustres Françaises (1713). Prosper Marchand fait allusion à ce roman dans son commentaire de 1748 sur Challe et cite quelques éditions de ce texte dont Challe aurait pu s’inspirer. La première édition aurait paru à Amsterdam chez Jacques Waguenar en 1670 (on n’en connaît pas d’exemplaire ; Maurice Lever cite d’après Lenglet-Dufresnoy une édition parisienne en deux vol., Barbin, 1670) ; le même Jacques Waguenar édite le roman en 1671 et 1672 (322 p., préface et table) ; l’ouvrage est réimprimé à Paris par Barbin en 1672 et 1676 – ce sont les deux éditions que renseigne Prosper Marchand –, puis à Nymègue chez Regnier Smetius en 1676 (le sous-titre reste au singulier) ; la Bibliothèque de l’Arsenal conserve une édition de 1680 parue chez le même Regnier Smetius. On connaît de plus une édition Amsterdam, Étienne Roger, 1710, parue sous le titre La Fausse Clélie ou Histoires françoises galantes et comiques (sic au pluriel). En 1712, Pierre Witte donne une édition différente de celle d’Étienne Roger de 1710 (frontispice et six gravures de Romain de Hooghe, non signées mais identifiables par le style et qu’on retrouvera en 1718) en 1716, il donne La Fausse Clélie ou Histoire françoise galante et comique (au singulier). À Amsterdam, Étienne Roger reproduit l’édition Witte en 1712, 1713, 1716, 1718 avec le frontispice et six gravures différentes (290 p., préface et table[1],[2]).

Sa fille Marie-Thérèse fut une des grandes danseuses de l'Académie royale de musique au tournant des XVIIe et XVIIIe siècles.